# Olga Krijtová
Olga Krijtová-Fuchsová (30. března 1931, Hradec Králové – 7. listopadu 2013, Praha) byla přední česká nederlandistka, vysokoškolská pedagožka a překladatelka z nizozemštiny.

## Život
Po maturitě na gymnáziu v Nymburku vystudovala v letech 1950–1955 nizozemštinu a angličtinu na Filozofické fakultě Univerzity Karlovy. Roku 1956 se provdala za Nizozemce Hanse Krijta, který se roku 1948 uchýlil do Československa, protože se nechtěl jako voják podílet na potlačování boje za nezávislost v Nizozemské východní Indii (dnešní Indonésie).
Od roku 1955 do roku 1999 působila jako vysokoškolská učitelka na katedře germanistiky, nederlandistiky a nordistiky Filozofické fakulty Univerzity Karlovy, roku 1967 získala titul PhDr, roku 1990 se stala docentkou nizozemské literatury.
Do češtiny přeložila přes sedmdesát titulů pro dospělé čtenáře a pro děti a mládež od celé řady nizozemských a vlámských autorů. Kromě toho publikovala odborné stati z literární historie a vlastní drobné prózy. Je také autorkou vysokoškolských skript, prvních českých dějin nizozemské literatury a spoluautorkou učebnice nizozemštiny.
Za svou překladatelskou činnost získala roku 1969 nejvýznamnější nizozemskou překladatelskou cenu Martinuse Nijhoffa (Martinus Nijhoff Vertaalprijs), stala se členskou v Královské akademii nizozemského jazyka a literatury v Gentu a nositelkou Oranžsko-Nasavského řádu v hodnosti důstojníka (Officier in de Orde van Oranje-Nassau), roku 2006 české ocenění Magnesia Litera za překlad románu Fámy (Geruchten) vlámského spisovatele Huga Clause a roku 2007 Překladatelskou cenu nizozemského literárního fondu NLPVF (Vertalersprijs van het Nederlands Literair Productie- en Vertalingenfonds) za zásluhy o propagaci nizozemské literatury v České republice).

## Dílo

### Nejvýznamnější překlady
- Hugo Claus:
  - Cukr, 1974
  - Enšpígl, 1976
  - Fámy, 2005
  - Pas de deux 1977
- Antoon Coolen: Hospoda U nesváru, 1970
- Louis Couperus:
  - Co dávno odnesl čas, 1974
  - Knihy malých duší, 1975
- Miep Diekmannová:
  - Annejet se představuje, 1972
  - Annejet štípá lístky, 1973
  - Annejet vyhraje poslední kolo, 1973
  - Annejet to tak nenechá, 1973
  - Annejet zasahuje, 1972
  - Cinky cinky cililinky, 1983
  - Čluny v Brakkeputu, 1970
  - Jak se žení princové, 2000
  - Každý máme něco, 1978
  - Kuli, kuli ťap, 1983
  - O čem si to povídáte?, 1993
  - Padu se nedá, 1972
  - Tajemný mužíček z mušle, 1979
  - Změny a proměny, 1978
- Johan Fabricius:
  - Klukovská hra, 1984
  - Vzpomínky staré paruky, 1966
  - Tajný deník čínské císařovny, 1971
  - Tonek z Napoleonovy armády, 1981
  - Velký géz, 2003
- Rinus Ferdinandusse: Té noci měla fialový korzet, 1969
- Jan de Hartog:
  - Hledá se levá noha, 1966
  - Krysy na schodech, 1968
  - Panna a vrah, 1968
  - Plout musí námořník, 1972
  - Thalassa, 1983
  - Tři mrtví trpaslíci, 1968
- Toon Kortooms: Ať už doktor kouká mazat, 1985
- An Rutgers van der Loeff-Basenauová: Laviny nad vsí, 1961
- Harry Mulisch:
  - Atentát, (1986)
  - Dvě ženy, (1993)
- Paul van Ostaijen: Tanec gnómů, 1990
- Theun de Vries:
  - Anna Caspariová, 1973
  - Dívka s rudými vlasy, (1959)
  - Haydnova hlava, (1990)
  - Křest ohněm, (1964)
  - Pan mezi lidmi, (1960)
  - Skřeti z podsvětí, 1984
  - Ženojed, 1981

### Odborné práce
- Učebnice holandštiny (1962), společně s Bohumilem Trnkou, později jako Učebnie nizozemštiny
- Česko-nizozemská konverzace (1978)
- Nizozemská poezie zlatého věku (1982)
- Česko-nizozemské rozhovory: základní konverzace (1982)
- Nizozemská literatura od doby paruk po hnutí Osmdesátníků (1985)
- Nizozemská literatura druhé poloviny 19. století (1987)
- Průvodce dějinami nizozemské literatury (1990), společně s Hansem Krijtem
- Nizozemština: jazyk dvaceti miliónů Nizozemců a Vlámů (1993), společně s O. Vandeputtem
- Pozvání k překladatelské praxi: kapitoly o překládání beletrie (1996)
- Miep Diekmannová v českém překladu Olgy Krijtové (2005)

### Vlastní umělecká tvorba
- Kačenčina rukavice (1990), pro děti od tří let
- Patnáct pokusů jak plašit pochyby (1992), dívčí román